# Polenergia
Polenergia S.A. (ehemals Polish Energy Partners S.A.) ist ein polnisches Unternehmen mit Sitz in Warschau. Es ist in der Energieerzeugung aus erneuerbaren Energien und Gasquellen, der Verteilung, dem Handel sowie dem Verkauf von Strom für Privat- und Geschäftskunden tätig. Polenergia ist das größte private Energieerzeugungsunternehmen in Polen. Es entwickelt zusammen mit dem norwegischen Konzern Equinor (ehemals Statoil) Windparks in der Ostsee perspektivisch mit einer Gesamtleistung von 3.000 MW.
Es betreibt (Stand 2022) Onshore-Windparks mit einer Leistung von 314 MW und Photovoltaikparks mit einer Leistung von 37 MWp. In der Entwicklung befinden sich Projekte mit einer Leistung von 178 MW (Onshore-Windparks) und 113 MWp (Photovoltaikparks).
Seit Oktober 2013 ist das Unternehmen Mitglied der polnischen Strombörse (Towarowa Giełda Energii S.A.) und erhöht gleichzeitig systematisch die Anzahl der Handelspartner auf außerbörslichen Märkten. Seit Juli 2016 agiert Polenergia Obrót SA auf drei von TGE S.A. betriebenen Märkten.
Polenergia ist an der Warschauer Börse notiert. Das Unternehmen war bis 2025 im polnischen Kleinwerteindex mWIG80 und ist seit 21. März 2025 im polnischen Mittelwerteindex mWIG40 enthalten.

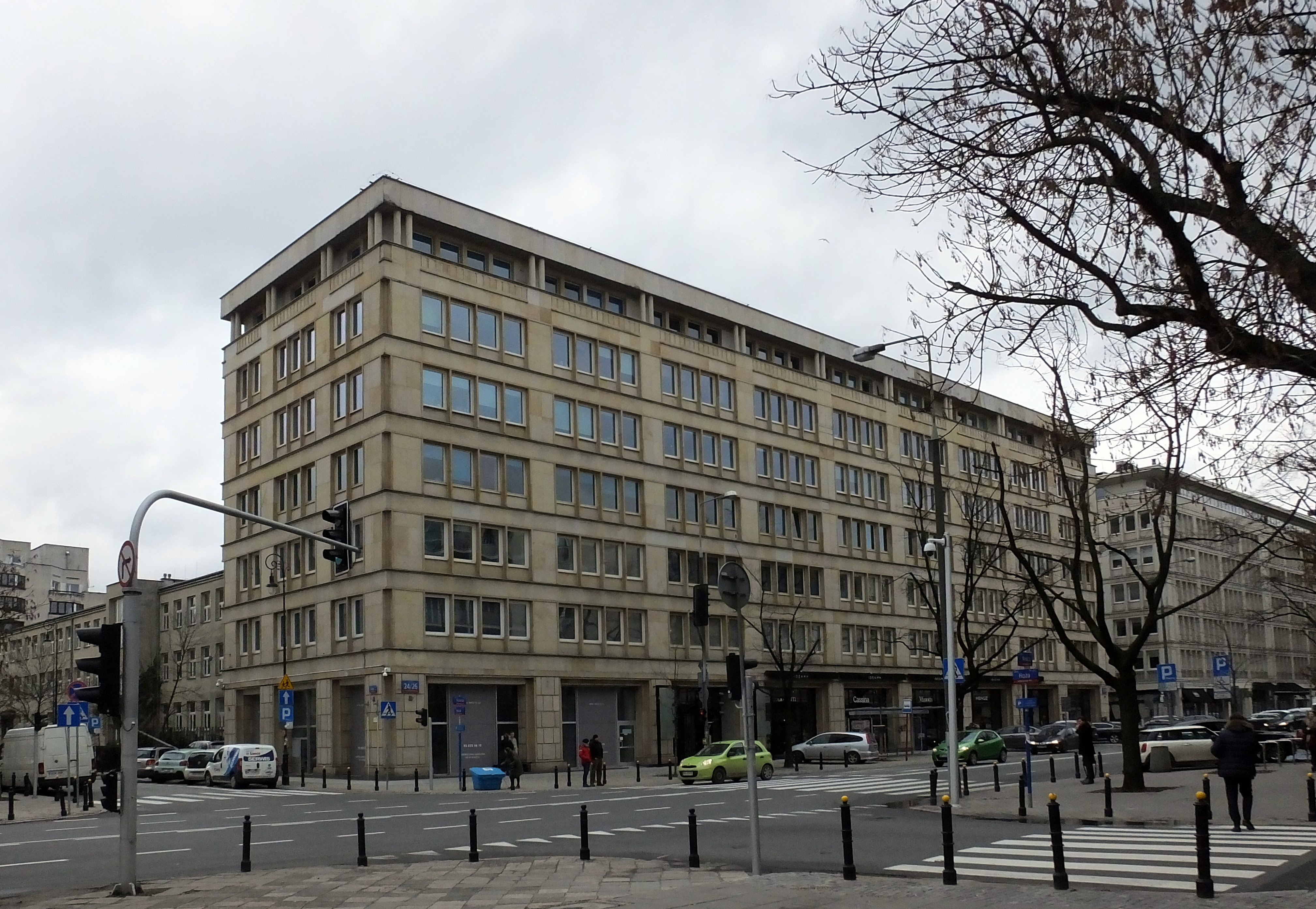
Konzernzentrale Polenergia in Warschau

## Geschichte
Polenergia entstand aus dem Zusammenschluss von zwei Firmen, die von der Kulczyk Holding kontrolliert werden: Polish Energy Partners SA (konzentriert sich auf die Erzeugung von Strom aus Windparks) und die Polenergia-Gruppe (konzentriert sich auf die Erzeugung, den Vertrieb, den Verkauf und den Handel von Strom, Herkunftszertifikaten und der Entwicklung neuer Projekte im Bereich der Energieerzeugung). Im Mai 2005 debütierte Polish Energy Partners S.A. an der Warschauer Börse. Nach dem Zusammenschluss der Polenergia-Gruppe und der Polish Energy Partners S.A. sind die Aktien der Polish Energy Partners S.A. seit 2014 als Polenergia S.A. notiert.

## Aktionärsstruktur
| Aktionär                       | Anteil am Grundkapital |
| ------------------------------ | ---------------------- |
| Mansa Investments sp. z o.o.   | 42,84 %                |
| BIF IV Europe Holdings Limited | 31,91 %                |
| Aviva OFE AVIVA Santander      | 8,28 %                 |
| Nationale-Nederlanden OFE      | 5,64 %                 |
| Streubesitz                    | 11,33 %                |